# Gare de La Gélie
La gare de La Gélie est une gare ferroviaire française de la ligne de Niversac à Agen, située au lieu-dit Gare de la Gélie sur le territoire de la commune de La Douze, près de Saint-Félix-de-Reillac-et-Mortemart où l'on trouve le hameau de la Gélie, dans le département de la Dordogne en région Nouvelle-Aquitaine.
Elle est mise en service en 1863 par la Compagnie du chemin de fer de Paris à Orléans (PO). 
Elle est fermée vers la fin du XXe siècle.

## Situation ferroviaire
Établie à 202 mètres d'altitude, la gare de La Gélie est située au point kilométrique (PK) 524,745 de la ligne de Niversac à Agen, entre les gares des Versannes et de Mauzens-Miremont, dont elle est séparée par un tunnel long de 373 m.
La gare dispose d'une voie de service desservant le quai de la halle à marchandises.

## Histoire
L'implantation d'une station au lieu-dit la Gélie est demandée conjointement le 21 décembre 1861 par les proches communes de Cendrieux, Journiac, Lacropte, Rouffignac, Saint-Félix-de-Reillac-et-Mortemart et Sainte-Alvère.
La « station de La Gélie » est mise en service le 3 août 1863 par la Compagnie du chemin de fer de Paris à Orléans (PO), lorsqu'elle ouvre à l'exploitation la ligne à voie unique de Niversac à Agen. La gare est établie sur ce site pour faciliter notamment les expéditions de bois du pays de Rouffignac et la production de paniers de Lacropte. 
En 1867, c'est la 65e station depuis Paris, à 7 km des Versannes, à 25 km de Périgueux et 127 km d'Agen. elle est édifiée sur un étroit palier, près d'une maison bourgeoise dénommée « la Gélie », dans un lieu isolé « perdu au milieu des bois sur l'arête des deux versants et au faîte même d'une rampe de 205 mètres », sur la commune de La Douze. Le village le plus proche est le bourg centre de Saint-Félix-de-Reillac, à un kilomètre au bas du coteau, en direction du sud, sur la commune de Saint-Félix-de-Reillac-et-Mortemart qui compte 664 habitants au recensement de 1866.
La recette annuelle de la station de « La Gélie » est de 73 225 francs en 1878, de 74 373 francs en 1881, de 73 221 francs en 1882 et de 49 505 francs en 1886.
Elle est fermée au service des voyageurs vers la fin du XXe siècle.

## Service des voyageurs
Gare fermée au service des voyageurs.

## Patrimoine ferroviaire
L'ancien bâtiment voyageurs d'origine est devenu une propriété privée. 